# Bombycidendron
Bombycidendron es un género con cinco especies de fanerógamas perteneciente a la familia  Malvaceae. Es originario de Asia. 
Fue descrito por Heinrich Zollinger & Alexandre Moritz  y publicado en Natuur- en Geneeskundig Archief voor Nederlandsch-Indie  2: 1, en el año 1845.  La especie tipo es Bombycidendron grewiifolium (Hassk.) Zoll. & Moritzi.

## Especies
- Bombycidendron glabrescens 	Warb.
- Bombycidendron grewiaefolium 	(Hassk.) Zoll. & Moritzi
- Bombycidendron parvifolium Zoll. & Moritzi
- Bombycidendron vidalianum Merr. & Rolfe[2]